# Ingeborg Knutsdotter (Aspenäsätten)
Ingeborg Knutsdotter (Aspenäsätten), död före år 1345, var en svensk prinsessa och som änka nunna i Sankta Klara kloster i Stockholm.

## Biografi
Ingeborg Knutsdotter föddes som dotter till Knut Jonsson (Aspenäsätten), som var Sveriges drots 1311-1322, och Katarina Bengtsdotter (Bjälboätten).
Hon gifte sig år 1319 med prins Erik Valdemarsson av Sverige, son till den avsatte kung Valdemar Birgersson. Hon blev mor till Valdemar Eriksson som i sin tur fick sonen Erik Valdemarsson d.y. (död 1390), den siste av Bjälboätten.
Ingeborg blev änka 1330. Hon var vid liv den 31 januari 1333, då hon av sin far överlämnades som nunna till Sankta Klara kloster i Stockholm, tillhörande Sankta Klaras orden, men anges vara ha dött före år 1345.